# Muralha Serviana

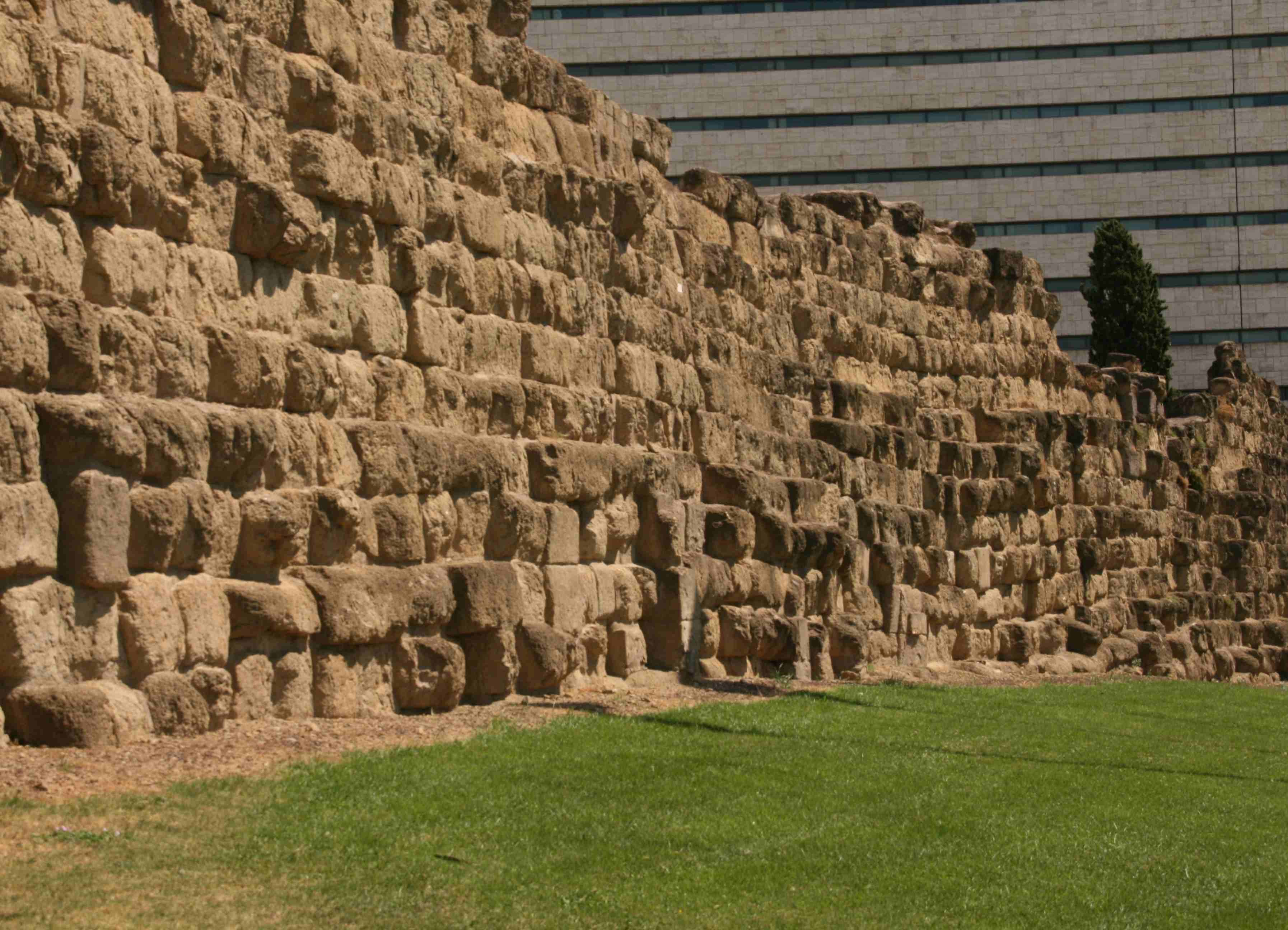
Trecho da Muralha Serviana preservado perto da Estação Roma Termini.

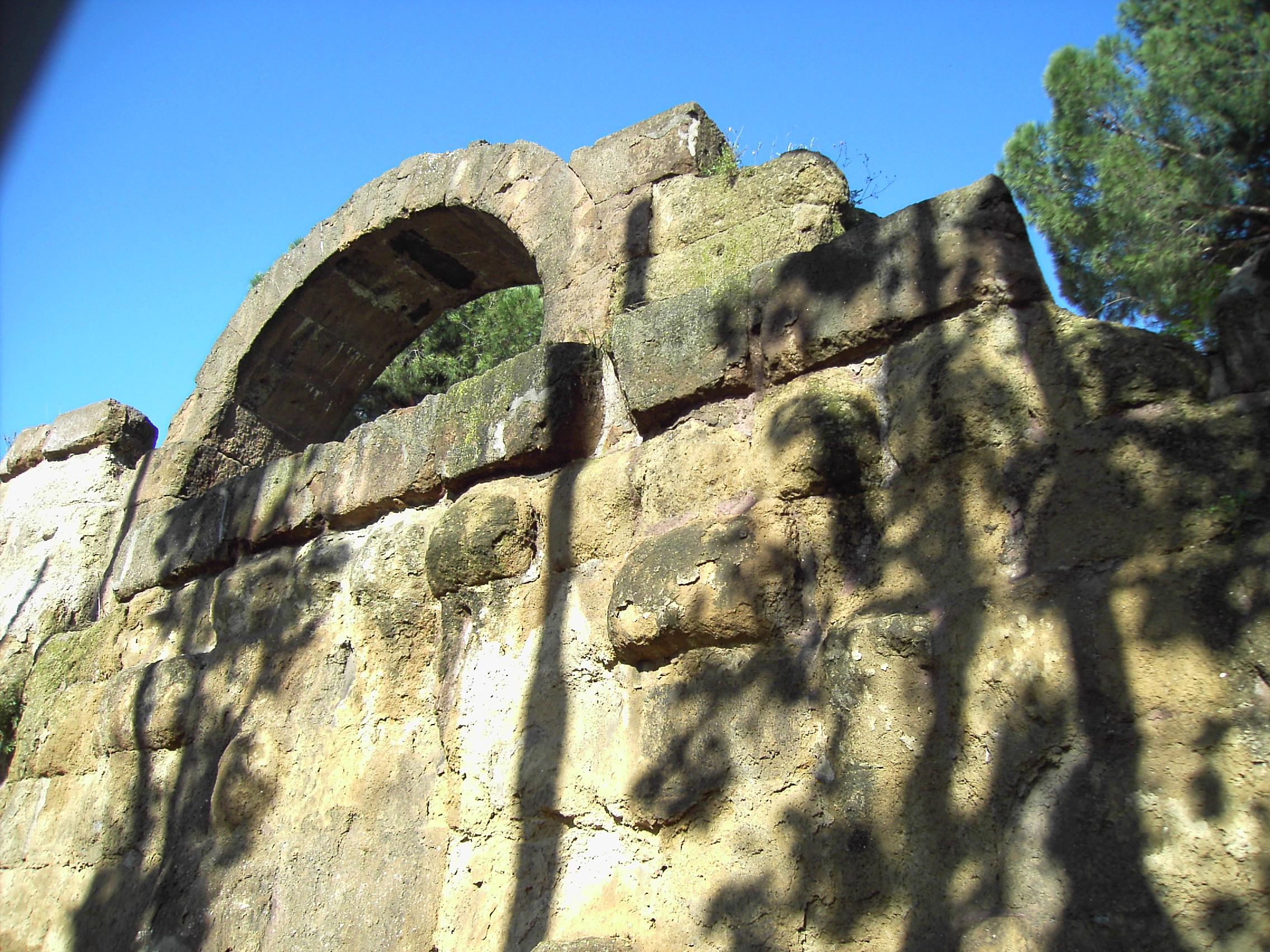
Trecho na Via de Sant'Elmo, no rione Ripa, com o arco de suporte para uma catapulta defensiva.

Muralha Serviana (em latim: Murus Servii Tullii) era uma das antigas muralhas construídas para proteger a antiga cidade de Roma no início do século IV a.C.. Ela tinha até 10 metros de altura em alguns lugares, 3,6 metros de espessura na base e 11 quilômetros de extensão. Acredita-se que ela tinha dezesseis portões principais, muitos dos quais conhecidos apenas pelas fontes literárias. No século III, ela se tornou obsoleta por causa da construção da Muralha Aureliana, muito maior.

## História
Acredita-se que a muralha tenha sido batizada em honra ao rei romano Sérvio Túlio. Apesar de o seu traçado possa remontar ao século VI a.C., estima-se que a muralha conhecida tenha sido construída no início do período republicano, provavelmente para evitar que se repetisse a tragédia do saque de Roma depois da derrota na Batalha do Ália pelos gauleses de Breno em 390 a.C.. Segundo Lívio foi construída em 378 a.C. pelos censores Espúrio Servílio Prisco e Quinto Clélio Sículo.

## Construção
A muralha foi construída com grandes blocos de tufo (uma rocha vulcânica composta por cinzas e pedaços de rocha ejetados durante uma erupção) obtidos na pedreira conhecida como Grotta Oscura, perto da cidade de Veios, uma antiga inimiga de Roma. Além dos blocos, algumas seções da estrutura tinham um profundo fosso na frente, o que na prática aumentava a altura da muralha durante um ataque.

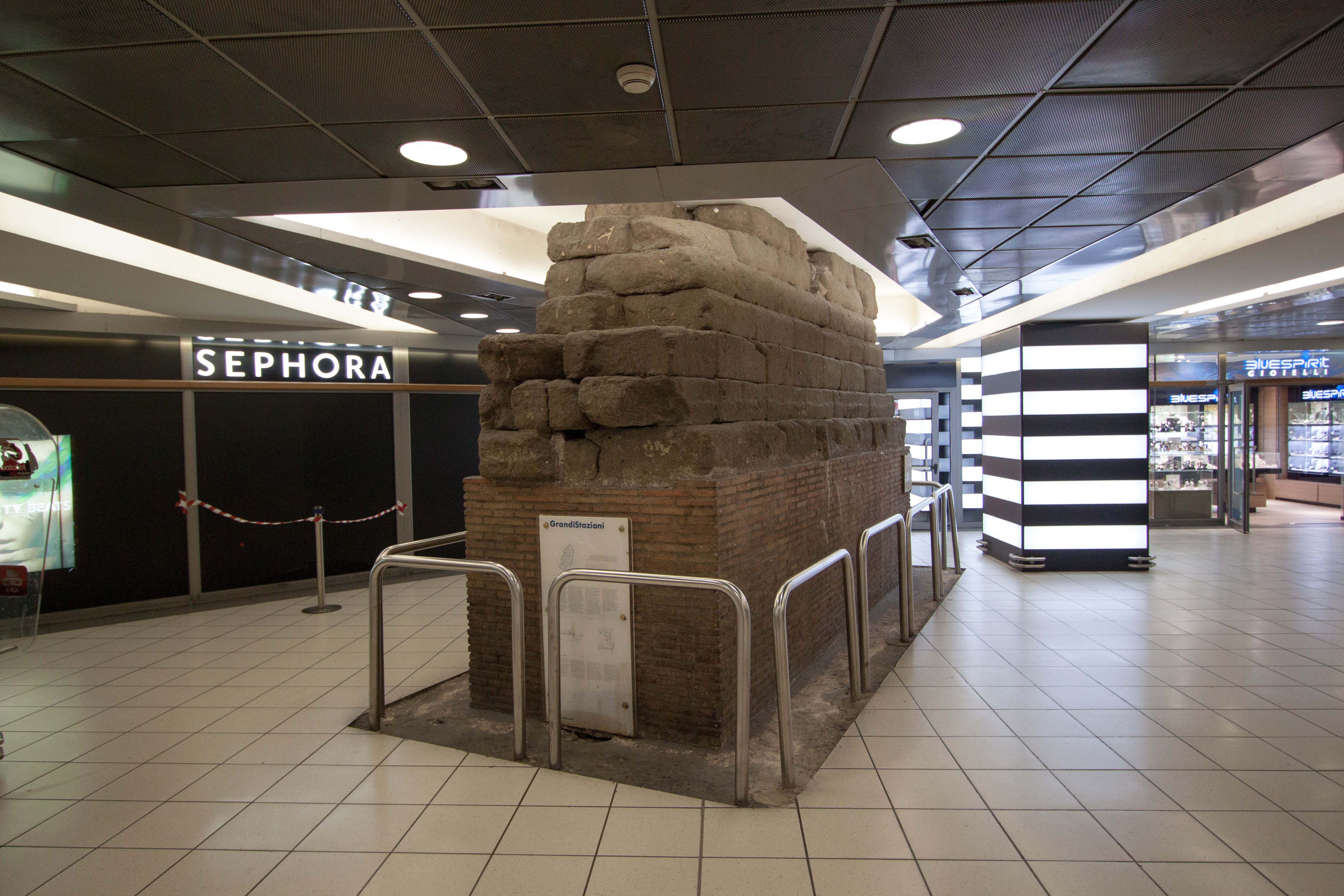
Seção da muralha no interior da Estação Roma Termini.

Ao longo de parte do perímetro norte, topograficamente mais fraco, havia um áger, uma rampa defensiva de terra apoiada na muralha pelo interior. Além de engrossar a base do muro, o áger também provia uma base para que os defensores subissem para repelir um ataque. A muralha também contava com vários tipos de armas de cerco, como catapultas.

## Utilização
A Muralha Serviana foi suficiente para afastar Aníbal durante a Segunda Guerra Púnica (218-201 a.C.). Depois atravessar os Alpes com seus elefantes e de vencer vários exércitos romanos nos primeiros anos da guerra, Aníbal preferiu não atacar Roma diretamente. Em 211 a.C. ele ameaçou seguir para a capital romana, mas era apenas um ardil para afastar os romanos da cidade aliada de Cápua. Mas ele não foi além de três quilômetros de Roma, pois um exército romano deixou a cidade e acampou perto do exército cartaginês. Durante as guerras civis do final do período republicana, a Muralha Serviana foi capturada diversas vezes.
Ela ainda era mantida no final do período republicano e no início do imperial. Nesta época, Roma já havia começado a crescer além dos limites da muralha. Quando Augusto reorganizou a cidade em suas quatorze regiões, apenas as regiões II, III, IV, VI, VIII, X e XI estavam no interior.
Além disto, a muralha se tornou desnecessária por causa do incontestável poderio romano na época. Conforme a cidade continuava a crescer e prosperar, tornou-se imperativo eliminar o impedimento provocado pelos muros. Somente no século III, quando as tribos germânicas passaram a atacar as fronteiras romanas é que o imperador Aureliano ordenou a construção da Muralha Aureliana, muito maior e mais poderosa.

## Atualmente
Seções da Muralha Serviana ainda são visíveis em vários locais em Roma. A maior seção está preservada logo ao lado da Estação Roma Termini, a principal estação ferroviária de Roma, incluindo pedaços no interior. Outras seção significativa fica no Aventino, incorporada num arco de suporte de uma catapulta do final do período republicano.

## Portas

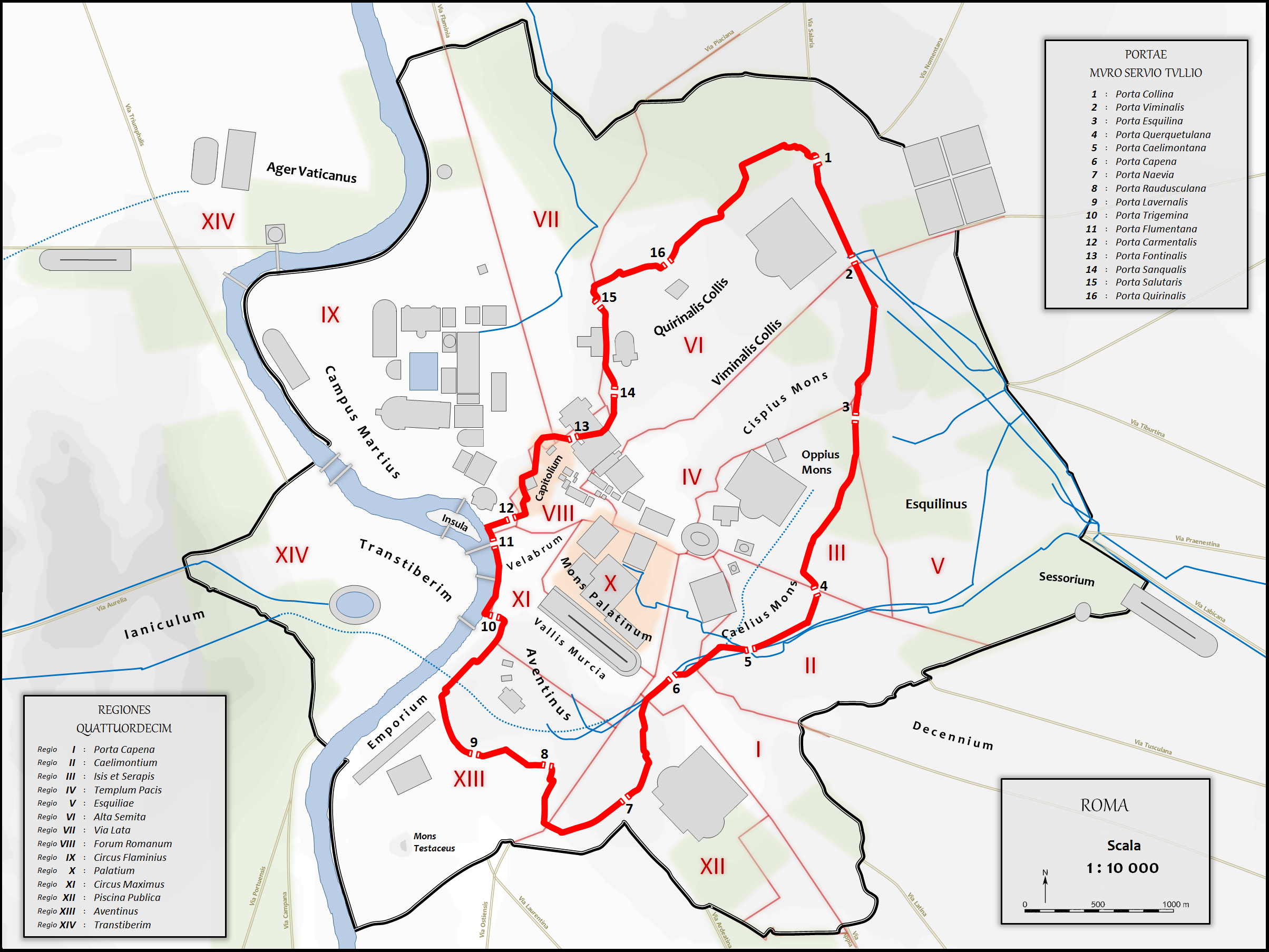
Muralha Serviana e suas portas.

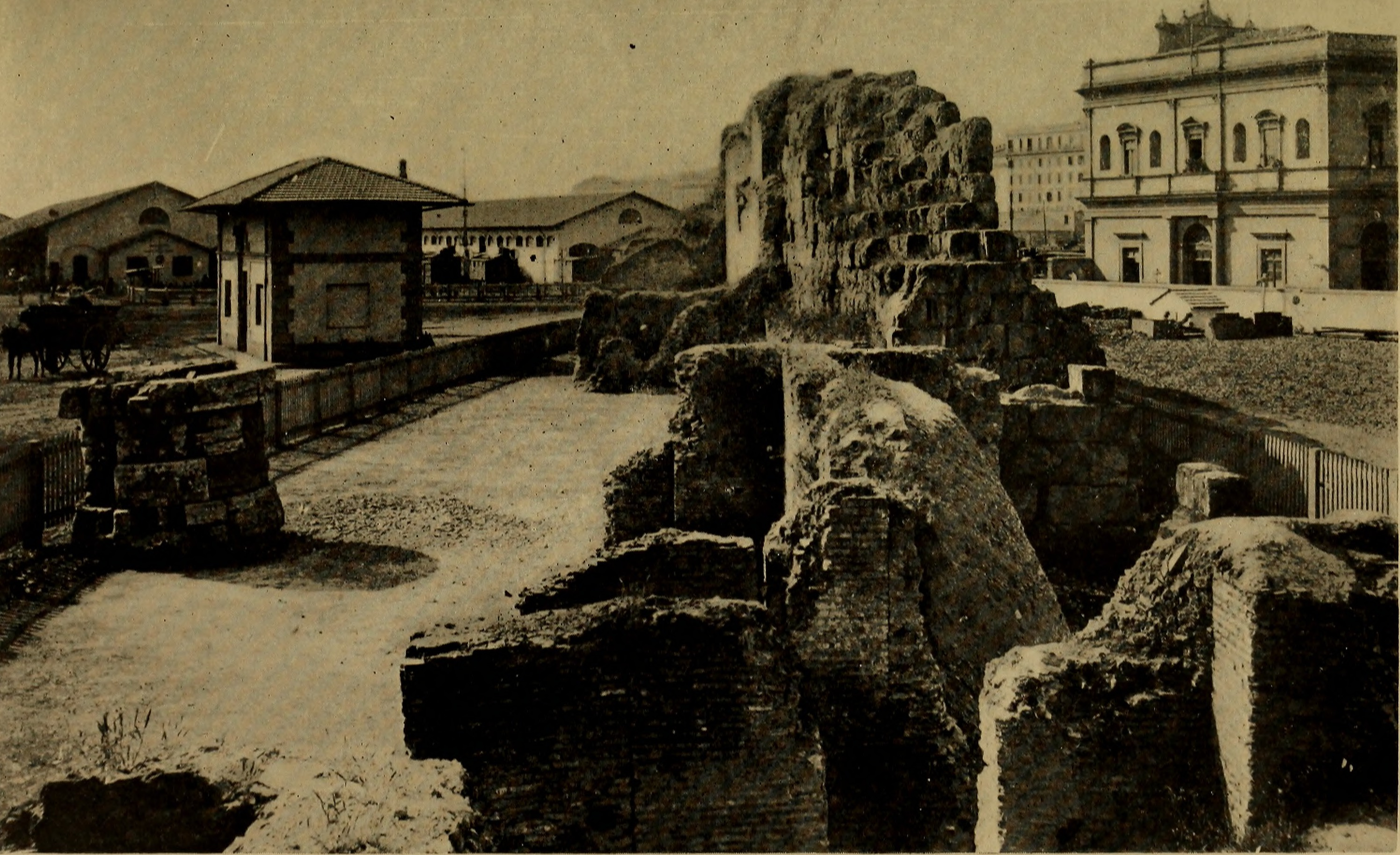
Ruínas da Muralha no início do século XX.

Numeração de acordo com o diagrama ao lado.

### Sobreviventes
- 3. Porta Esquilina – esta porta, no Esquilino, ainda é visível e incorpora o Arco de Galiano, posterior. Ela dava acesso à Via Labicana, Via Prenestina e Via Tiburtina.
- 4. Porta Querquetulana – provavelmente preservada no Arco de Dolabela, uma reconstrução de um portão já existente em 10 d.C. pelos cônsules Públio Cornélio Dolabela e Caio Júnio Silano.

### Demolidas
- 1. Porta Colina – a porta mais ao norte, no Quirinal, levava à Via Salária. Aníbal acampou seu exército próximo dali quando ele considerou cercar Roma em 211 a.C.. Esta seção foi fortificada com um áger.
- 2. Porta Viminal – no Viminal. Perto da maior seção da muralha ainda visível fora da Estação Roma Termini.
- 5. Porta Celimontana – levava à Via Tusculana.
- 6. Porta Capena – a Via Ápia deixava Roma por ali em direção ao sul da Itália depois de se separar da Via Latina.
- 7. Porta Névia – no Aventino, levava à Via Ardeatina.
- 8. Porta Raudusculana (ou Raudúscula) – levava à Via Ostiense, que seguia para o sul ao longo do Tibre. Perto dali, na moderna Viale Aventino, está uma seção da muralha incorporando o arco de suporte a uma catapulta.
- 9. Porta Lavernal – também levava à Via Ostiense.
- 10. Porta Trigêmina – uma porta perto do Fórum Boário que também levava à Via Ostiense.
- 11. Porta Flumentana – por ela a Via Aurélia entrava em Roma depois de atravessar o Tibre.
- 12. Porta Carmental ("Porta Triunfal") – ficava na extremidade oeste do monte Capitolino.
- 13. Porta Fontinal – levava à extremidade norte do Capitolino e para o Campo de Marte ao longo da Via Lata.
- 14. Porta Sanqual – no Quirinal.
- 15. Porta Salutar – no Quirinal.
- 16. Porta Quirinal – no Quirinal.

- Porta Ratumena (existência incerta)